# Curl Curl
Curl Curl é um subúrbio do norte de Sydney, no estado da Nova Gales do Sul, na Austrália, 18 quilômetros a nordeste do distrito empresarial central de Sydney, na área do governo local do Conselho de Northern Beaches. Curl Curl faz parte da região Northern Beaches. Em 2011, sua população era de 2 415 habitantes.